# 葛兰河运输
葛兰河运输（英語：Grand River Transit）是滑铁卢地区的公共交通运输公司，主要服务地区基秦拿、滑铁卢和剑桥。
该公司的名称与葛兰河铁路相呼应，由穿过该地区的葛兰河命名。葛兰河运输是加拿大城市运输公司协会之成员。

## 概述
葛兰河运输组建于2000年1月1日，由原基秦拿运输与剑桥运输合并而成。截止2000年末，合并全部完成并开通往返于基秦拿与剑桥间的巴士线路，延长每日运营时间及开始在周日开行线路。因此，剑桥地区的公共交通获得极大的提升。
葛兰河运输近年来购置若干全新低地台巴士、无障碍巴士，并将低地台巴士推广至全线。截止目前，且绝大部份巴士年龄低于20年，部分高龄巴士运行于包车线路。葛兰河运输车队中所有的巴士都安装有自行车架，以鼓励大众使用公共交通。